# Hoy (Orcadas)
Hoy (en nórdico antiguo:Há-øy)es una isla perteneciente al grupo sur del archipiélago de las Órcadas, en Escocia. La isla ocupa una superficie de 142 km² que la convierten en la segunda isla más grande de las Órcadas. La isla tiene los acantilados más verticales de todo el Reino Unido, posee el arbolado más norteño de todas las islas británicas (Old Man of Hoy), el pico más alto de las Orcadas y la principal base naval de Scapa Flow durante las Guerras Mundiales.

## Flora y Fauna
Hoy es una AICA. La parte norte de la isla es una reserva RSPB debido a la importancia de la población de aves, en especial de skúas y colimbos chicos. La especie Anastrepta orcadensis, un tipo de hepática fue descubierta por primera vez en la Ward Hill por William Jackson Hooker en 1808.
Las partes septentrionales y occidentales de Hoy, también las zonas marítimas adyacentes, están designadas como Área de Protección Especial debido a la existencia de nueve especies concretas: el págalo parásito, aves del género Fulmarus, el gavión atlántico, el skúa, el arao común, la gaviota tridáctila, el halcón peregrino, el frailecillo atlántico y el colimbo chico. el área es importante para la reunión de distintas especies de ave, que regularmente agrupa 120,000 ejemplares durante la época de cría.